# Saint-Seurin-de-Prats
Saint-Seurin-de-Prats település Franciaországban, Dordogne megyében. Lakosainak száma 461 fő (2022. január 1.). Saint-Seurin-de-Prats Montcaret, Juillac, Pessac-sur-Dordogne, Lamothe-Montravel, Vélines és Saint-Antoine-de-Breuilh községekkel határos.

## Népesség
A település népessége az elmúlt években az alábbi módon változott:
| Lakosok száma | 461  | 476  | 491  | 494  | 472  | 484  | 494  | 494  | 483  | 461  |
|               | 1968 | 1982 | 1990 | 2006 | 2013 | 2015 | 2017 | 2019 | 2020 | 2022 |